# Fraňo Kráľ
Fraňo Kráľ (Barton, 9 marzo 1903 – Bratislava, 3 gennaio 1955) è stato un poeta e scrittore slovacco.

## Biografia

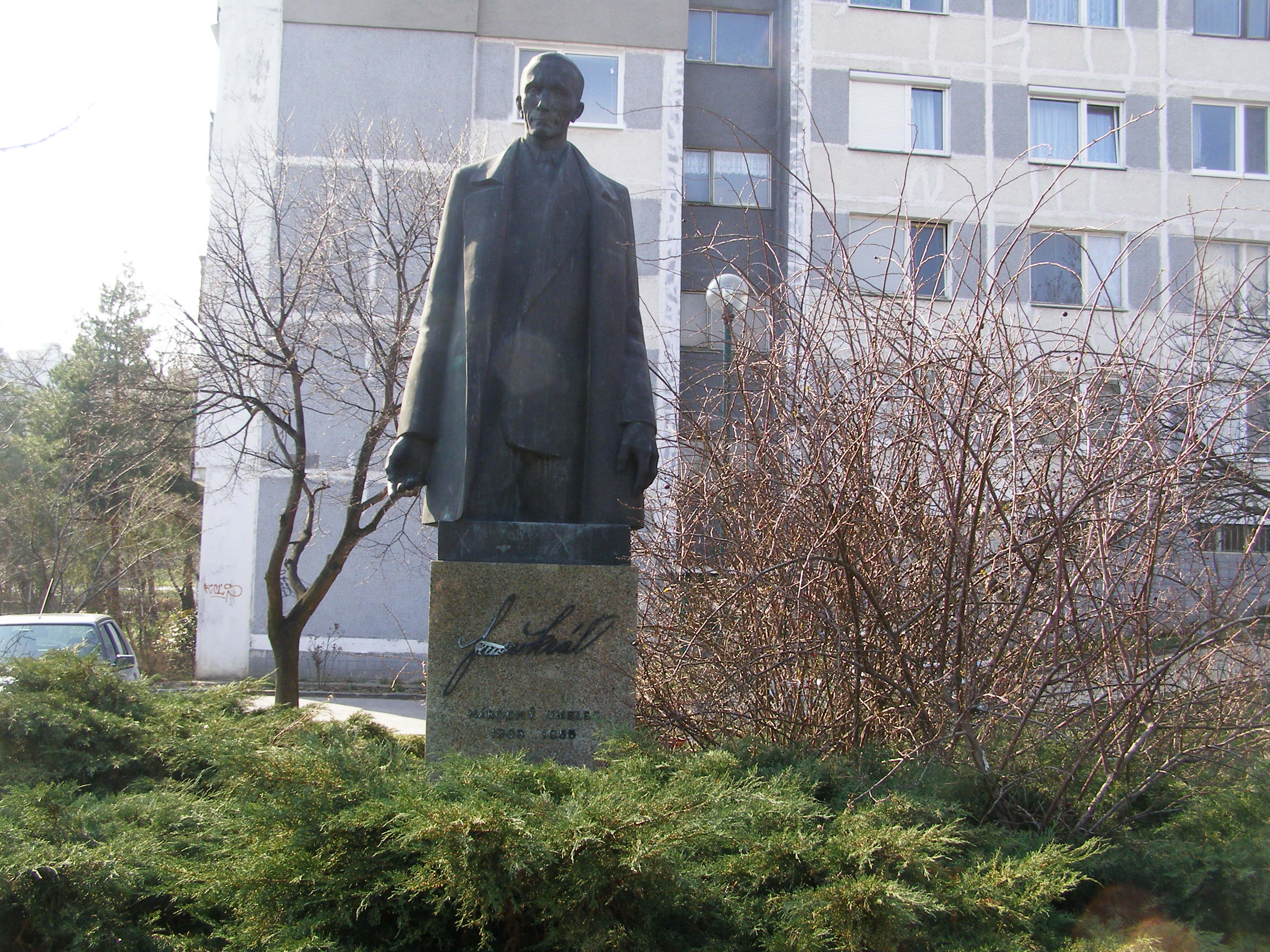
Statua dedicata a Fraňo Kráľ, Bratislava

Figlio di Michal Kráľ e di sua moglie Eva, Fraňo Kráľ nacque a Barton, nello stato dell'Ohio.
Nel 1905 la famiglia rientrò in Europa, a Smrečany, un comune della Slovacchia.
Contemporaneamente agli studi scolastici, Kráľ imparò a lavorare come falegname e boscaiolo.
Dal 1921 Kráľ diventò membro del Partito Comunista di Cecoslovacchia.
Kráľ si laureò presso la scuola pedagogica di Spišská Nová Ves.
Durante il servizio militare, dal 1925 al 1927, si ammalò di tubercolosi, evento che lo segnerà per tutta la vita.
Kráľ insegnò nelle scuole di Okoličná na Ostrove, Kružná, Vyšná Slaná, Modra e Bratislava, fino al raggiungimento della pensione.
Dopo la seconda guerra mondiale lavorò al Ministero della Pubblica Istruzione, inoltre fu membro del Consiglio dell'Unione degli scrittori cecoslovacchi e membro del Comitato centrale del Partito comunista cecoslovacco. Nel 1953 lo Stato gli conferì il titolo di Artista nazionale.
Fu sepolto nel cimitero di Slávičie údolie a Bratislava.

## Stile e pensiero poetico
Esordì nella letteratura con Čerň na palete ("Nero sulla tavolozza", 1930), ispirato sia dalle deludenti esperienze personali sia da eventi politico-sociali, come la sofferenza del proletariato, tutti elementi che Kráľ raccolse nella definizione di «attivo pessimismo»; oltre alla poesia proletaria, le sue liriche furono influenzate dal simbolismo.
L'opera seguente, intitolata Balt ("Baltico", 1931), risultò invece intrisa di ottimismo e di gioia, grazie alle influenze positive del soggiorno effettuato sulle sponde del Mar Baltico.
Nei versi di Pohľadnice ("Cartoline illustrate", 1936), Kráľ manifestò le sue paure e le negative previsioni riguardanti la crisi economica, la situazione politica contemporanea, l'emigrazione.
Dopo la seconda guerra mondiale, nella raccolta intitolata Z noci do úsvitu ("Dalla notte all'alba", 1945), espresse le sue emozioni ed i suoi sentimenti suscitati dagli eventi bellici; questa opera è considerata il suo capolavoro.
Jarnou cestou ("Sulla strada della primavera", 1952), fu incentrata sulla soddisfazione dell'autore per la libertà raggiunta dopo la guerra vittoriosa.
Kráľ, oltre alla poesia, si dedicò anche alla prosa, come dimostrarono i suoi romanzi vicini al realismo socialista, definiti romanzi di produzione, nei quali fu presente una tendenza antireligiosa e un'esaltazione dell'ideologia marxista.
Tra le opere di prosa più importanti si possono menzionare Cesta zarúbaná ("La strada tagliata", 1934); Stretnutie ("Incontro", 1945); Za krajši život ("Per una vita più bella", 1949).
Infine, Kráľ si dedicò anche alla letteratura per ragazzi con la prosa autobiografica Jano (1931), basata sulle sue difficili esperienze infantili, unite alle sue conoscenze della psicologia infantile, oltre che con Čenkovej deti (1932), dedicato al tema della povertà in Slovacchia nel periodo tra le due guerre.
Entrambe le opere sono diventate parte integrante della letteratura slovacca per bambini e giovani, e sono state tradotte in numerose lingue straniere.

## Opere principali

### Poesia
- 1930 - Čerň na palete ("Nero sulla tavolozza"), raccolta di poesie;
- 1931 - Balt ("Baltico"), raccolta di poesie;
- 1936 - Pohľadnice ("Cartoline illustrate"), raccolta di poesie;
- 1945 - Z noci do úsvitu ("Dalla notte all'alba"), raccolta di poesie;
- 1952 - Jarnou cestou ("Sulla strada della primavera"), raccolta di poesie.

### Prosa
- 1934 - Cesta zarúbaná ("La strada tagliata"), romanzo;
- 1945 - Stretnutie ("Incontro"), romanzo (scritto nel 1937);
- 1949 - Za krajší život ("Per una vita più bella"),  romanzo commemorativo;
- 1952 - Bude ako nebolo ("Sarà come non è stato"), romanzo.

### Letteratura per ragazzi
- 1931 - Jano, prosa autobiografica;
- 1932 - Čenkovej deti.

### Altri lavori
- 1946 - Keď sa časy menia ("Quando cambiano i tempi"), dramma;
- 1961 - Fraňo Kráľ učiteľom ("Fraňo Kráľ maestro"),  raccolta di discorsi, articoli, documenti.